# Szántó Gizella
Szántó Gizella (szül. Schreiber, Homokkomárom, 1884. április 30. – Moszkva, 1947. április 30.) magyar tanító, pártpolitikus.

## Élete
Zsidó családból származott, Schreiber Sándor és Günsberger Szelina lánya. Budapesten járta ki a tanítóképzőt, 1902-ben végzett. Ezután községi iskolákban oktatott, 1913-tól kezdve pedig a szakszervezeti mozgalomba kapcsolódott be; belépett a Fővárosi Tanítók Szakszervezetébe. A Magyarországi Tanácsköztársaság alatt a Budapesti Központi Forradalmi Munkás- és Katonatanács oktatási ügyosztályát vezette, a bukás után a kommün alatti szerepe miatt felfüggesztették állásából. 1920-ban Ausztriába emigrált, ahol megházasodott, férje Huszár József volt. Ezután Románia következett, s 1921 és 1923 között a helyi kommunista párt központi bizottságának tagja volt, emellett pedig Erdélyben működött mint szervező titkár. 1930 elején a Szovjetunióban telepedett le, s 1933-tól 1938-ig igazgatta a Gazdasági Kutatásokat Végző Idegennyelvű Tudományos Könyvtárat, ezt követően pedig az Idegennyelvű Könyvkiadó segédszerkesztője volt. Harcolt a második világháborúban, s ezért 1946-ban kitüntették. Hamvait 1947-ben hozatták a magyar fővárosba.

## Családja
Testvére volt Szántó Béla, Szántó Rezső és Szántó Zoltán.